# سارگپه پیشگو
سارگپه پیشگو، سارگپه فال‌بین یا سارگپه اوگور (نام علمی: Buteo augur) نام یک گونه از سرده سارگپه است.